# David Aberle
David F. Aberle (Saint Paul, Minnesota; 23 de noviembre de 1918 - Vancouver, Canadá; 23 de septiembre de 2004) fue un antropólogo conocido por su trabajo sobre la cultura de los Navajos del Suroeste de Estados Unidos.

## Educación
David Aberle recibió su título de pregrado en la Universidad de Harvard, se graduó summa cum laude y asistió a tres escuelas de campo en el verano en la Universidad de Nuevo México. Estas escuelas de campo consistieron en dos expediciones arqueológicas y una expedición etnográfica. En el otoño de 1940, Aberle comenzó a trabajar en antropología en la Universidad de Columbia. 
Al igual que muchos otros, el trabajo de posgrado de Aberle fue interrumpido por la Segunda Guerra Mundial. Aberle pasó tres años y medio en el ejército de los Estados Unidos; la mayor parte de su tiempo fue como oficinista jefe en el servicio psiquiátrico ambulatorio realizando entrevistas psicológicas y pruebas para pacientes en clínica. Una vez que terminó su período en el ejército, reanudó sus estudios. 
Aberle terminó su tesis doctoral en Columbia en 1947 titulada "La reconciliación de puntos de vista divergentes de la cultura Hopi a través del análisis del material de historia de vida" con Ruth Benedict como presidenta de su comité de disertación. David F. Aberle recibió su Ph.D. en 1950.

## Trayectoria
Después de que Aberle completara sus estudios de pregrado y posgrado en Harvard y la Universidad de Columbia, comenzó a estudiar con más detalle la cultura de los Navajos, en la que había estado profundamente interesado desde su trabajo de campo en la Universidad de Nuevo México. Aberle también ocupó varios puestos docentes en universidades, incluidas Harvard, Johns Hopkins, Míchigan, Brandeis, Oregón, y desde 1967 hasta su retiro en 1983, en la Universidad de Columbia Británica. 
En el año 1954, Aberle conoció a su colega antropóloga Kathleen Gough; se casaron en 1955 y tuvieron un hijo, Stephen Aberle, en 1956. Aberle y Gough tenían intereses en el parentesco, los movimientos sociales y la justicia social. Un interés que no compartieron fue el área en que realizarían su investigación. Mientras Aberle estaba interesado en el suroeste de Estados Unidos, Gough estaba interesada en el sur de Asia. Tanto Gough como Aberle buscaron resolver el conflicto y promover la justicia social y la tolerancia en varias áreas del mundo. En las décadas de 1950 y 1960 fueron activos en los movimientos por los derechos civiles y en contra de la Guerra Fría y la guerra en Vietnam en los Estados Unidos y continuaron su trabajo después de mudarse a Canadá en 1967.
Aberle escribió y publicó su obra sobre la religión Navajo, sus prácticas culturales y de parentesco, titulada La Religión Peyote entre los Navajo en 1967 y su segunda publicación sobre el sistema de parentesco de las comunidades de habla Athapaskan, Reconstrucción Léxica: el Caso del Sistema Proto -Athapaskan en 1974. A fines de la década de 1960 y principios de la década de 1980, Aberle supervisó a muchos estudiantes que completaron disertaciones y tesis que tenían temas relacionados con los hablantes de Athapaskan. Aberle también había participado en varios proyectos de investigación que guardaban relación con las prácticas de parentesco de las comunidades de habla proto-athapaskana.

## Pensamiento
Aberle es comúnmente visto como un antropólogo cultural experimentado que estudió el suroeste de Estados Unidos, que está representado por su obra The Peyote Religion among the Navaho. Aberle examinó el parentesco y las prácticas religiosas entre las comunidades hablantes de lenguas Navaho y Proto-Athapaskan de Alaska. El trabajo de Aberle The Peyote Religion among the Navaho muestra cómo las fuerzas económicas y políticas en juego en la cultura Navajo reflejan la operación cotidiana de las prácticas culturales, la religión y las costumbres en cada comunidad Navajo. Estos factores representan los diferentes movimientos religiosos en juego durante su tiempo de investigación dentro de esta comunidad cultural. Este libro también ayudó a delinear las creencias y prácticas culturales de la comunidad en cuestión con más detalle de lo que previamente estaba disponible. 
En la reconstrucción léxica: el caso del sistema de parentesco protoacapascano Aberle define el enfoque de su estudio sobre los sistemas de parentesco en relación con el protolenguaje, que podría haber existido desde hace 1500 años en el oeste de Canadá, Alaska, el suroeste de los Estados Unidos y dentro Oklahoma:
"Los antropólogos están interesados en reconstruir el sistema de parentesco como podría haber existido en el momento de una proto-lengua. Un sistema de parentesco puede considerarse como compuesto por dos sistemas correlacionados: un sistema de terminología de parentesco y un conjunto de comportamientos que están modelados en relación con el sistema terminológico. No sabemos de ninguna manera que podamos inferir rigurosamente los tipos de comportamiento directamente, pero generalmente se considera posible reconstruir la terminología al menos en parte. Si se puede introducir rigor en el procedimiento de reconstrucción de la terminología del del parentesco, luego una generalización de ese procedimiento riguroso es la reconstrucción léxica ". (Aberle 2010, p.7)
La reconstrucción léxica consistió en más de veinte años de colaboración con el lingüista Isidore Dyen. Durante este estudio, Aberle contribuyó con su conocimiento cultural de las comunidades de Athapaskan y el lingüista Isidore Dyen contribuyó con sus habilidades lingüísticas para reconstruir los patrones históricos de parentesco de estas comunidades. También analizaron los orígenes de la matrilinealidad en estas culturas. Este libro fue más conocido por su gran cantidad de información sobre las comunidades de habla athapaskana.

## Obras
- Aberle, David (1951). The psychosocial analysis of a Hopi life-history. University of California Press.

- Aberle, David (1953). The kinship system of the Kalmuk Mongols. University of New Mexico Press.

- Aberle, David (1957). Navaho and Ute peyotism: a chronological and distributional study. University of Colorado Press.

- Aberle, David (1962). Chahar and Dagor Mongol bureaucratic administration: 1912-1945. HRAF Press.

- Aberle, David (1967). The peyote religion among the Navaho. Aldine Publishing Co.

- Aberle, David (1969). A plan for Navajo economic development. U.S. G.P.O.

- Aberle, David (1974). Lexical Reconstruction: the Case of the Proto-Athapaskan Kinship System. Cambridge University Press.